# Cratere Xuuch
Xuuch è un cratere sulla superficie di Tritone.